# Atimonan
Atimonan ist eine philippinische Stadtgemeinde in der Provinz Quezon, in der Verwaltungsregion IV, Calabarzon. Sie hat 63.432 Einwohner (Zensus 1. August 2015), die in 42 Barangays lebten. Sie wird als Gemeinde der ersten Einkommensklasse auf den Philippinen eingestuft.
Padre Burgos liegt im Süden der Bucht von Lamon, an deren Küste liegen ausgedehnte Mangrovenwälder. Ihre Nachbargemeinden sind Padre Burgos und Unisan im Süden, Plaridel im Südosten, Pagbilao im Südwesten und Mauban im Nordwesten. Die Topographie der Stadt ist gekennzeichnet durch Flachländer, sanfthügelige und gebirgige Landschaften. Die höchste Erhebung der Gemeinde liegt 427 Meter über dem Meeresspiegel, im Quezon-Nationalpark.
Atimonan wird über den Maharlika Highway mit der Bicol-Region und der 175 km entfernten Hauptstadtregion Metro Manila verbunden.

## Baranggays
| - Angeles - Balubad - Balugohin - Barangay Zone 1 (Pob.) - Barangay Zone 2 (Pob.) - Barangay Zone 3 (Pob.) - Barangay Zone 4 (Pob.) - Buhangin - Caridad Ibaba - Caridad Ilaya - Habingan - Inaclagan - Inalig - Kilait | - Kulawit - Lakip - Lubi - Lumutan - Magsaysay - Malinao Ibaba - Malinao Ilaya - Malusak - Manggalayan Bundok - Manggalayan Labak - Matanag - Montes Balaon - Montes Kallagan - Ponon | - Rizal - San Andres Bundok - San Andres Labak - San Isidro - San Jose Balatok - San Rafael - Santa Catalina - Sapaan - Sokol - Tagbakin - Talaba - Tinandog - Villa Ibaba - Villa Ilaya |